# (37782) Jacquespiccard
(37782) Jacquespiccard est un astéroïde de la ceinture principale.

## Description
(37782) Jacquespiccard est un astéroïde de la ceinture principale. Il fut découvert par Eric Walter Elst le 3 mai 1997 à l'ESO. Il présente une orbite caractérisée par un demi-grand axe de 2,87 UA, une excentricité de 0,125 et une inclinaison de 2,99° par rapport à l'écliptique.
Il fut nommé en hommage à l'explorateur des mers belge Jacques Piccard (1922-2008), fils d'Auguste Piccard.

## Compléments